# ここではない、どこかへ
「ここではない、どこかへ」は、GLAYの17枚目のシングル。

## 概要
- GLAY最後の8cmシングル。
- 5thアルバム『HEAVY GAUGE』の先行シングル。
- 日本レコード協会の集計（出荷枚数）では、ミリオンセラーに認定。

## 収録曲
全曲 作詞・作曲：TAKURO / 編曲：GLAY、佐久間正英
1. ここではない、どこかへ
同年7月に開催された「GLAY EXPO」において先行演奏・披露された。
2. summer FM
TERUのラジオが5年目に突入した記念にTAKUROが作った曲である。歌詞のシチューエーションも千葉市の稲毛海岸と、bayfmの周辺である。
3. ここではない、どこかへ [instrumental]

## タイアップ
- フジテレビドラマ「パーフェクトラブ!」主題歌。（#1）

## 収録アルバム
ここではない、どこかへ
- HEAVY GAUGE (アルバムバージョン)
- rare collectives vol.1 (ライブバージョン)
- THE GREAT VACATION VOL.2 〜SUPER BEST OF GLAY〜
- HEAVY GAUGE Anthology (『HEAVY GAUGE』収録バージョンを基にしたリミックスバージョン)

summer FM
- HEAVY GAUGE (アルバムバージョン)
- rare collectives vol.2 (アルバムバージョン)
- HEAVY GAUGE Anthology (『HEAVY GAUGE』収録バージョンを基にしたリミックスバージョン)